# Kostel svatého Václava (Stará Voda)
Kostel svatého Václava z poloviny 14. století je dominantou obce Stará Voda.

## Historie
Kostel je gotického původu, z poloviny 14. století (poprvé je zmiňován roku 1380), a v 17. století byl upraven barokně.
Po celkové opravě byl kostel roku 2008 znovu vysvěcen, v roce 2013 pak získal novou fasádu.
Kostel spadá pod římskokatolickou farnost Chlumec nad Cidlinou a konají se tu pravidelné mše vždy v neděli v 8:00.

## Architektura
Kostel je bezvěžová jednolodní stavba obdélníkového půdorysu s pravoúhlým presbytářem, k jehož severní straně přiléhá sakristie čtvercového půdorysu. K jižní straně lodi pak přiléhá čtvercová předsíň. Loď kostela má plochý strop, ale presbytář je zaklenut křížovou žebrovou klenbou.

## Interiér
Hlavní oltář z let 1677-1679 pravděpodobně pochází z dílny truhláře P. Vaňka z České Třebové a nese obraz svatého Václava. Boční oltáře ze stejného období a zřejmě od stejného autora jsou ozdobeny novějšími obrazy. Raně barokní kazatelna pochází ze třetí čtvrtiny 17. století.
Varhany zhotovil v roce 1843 Ignác Welzel, varhanář z Králík.

## Zvonice
V blízkosti kostela se nachází mohutná hranolová dřevěná zvonice ze 16. století. V roce 2013 proběhla (společně s opravou fasády kostela) kompletní oprava střechy zvonice. Nová střecha byla slavnostně vysvěcena 16. listopadu 2013.

## Galerie

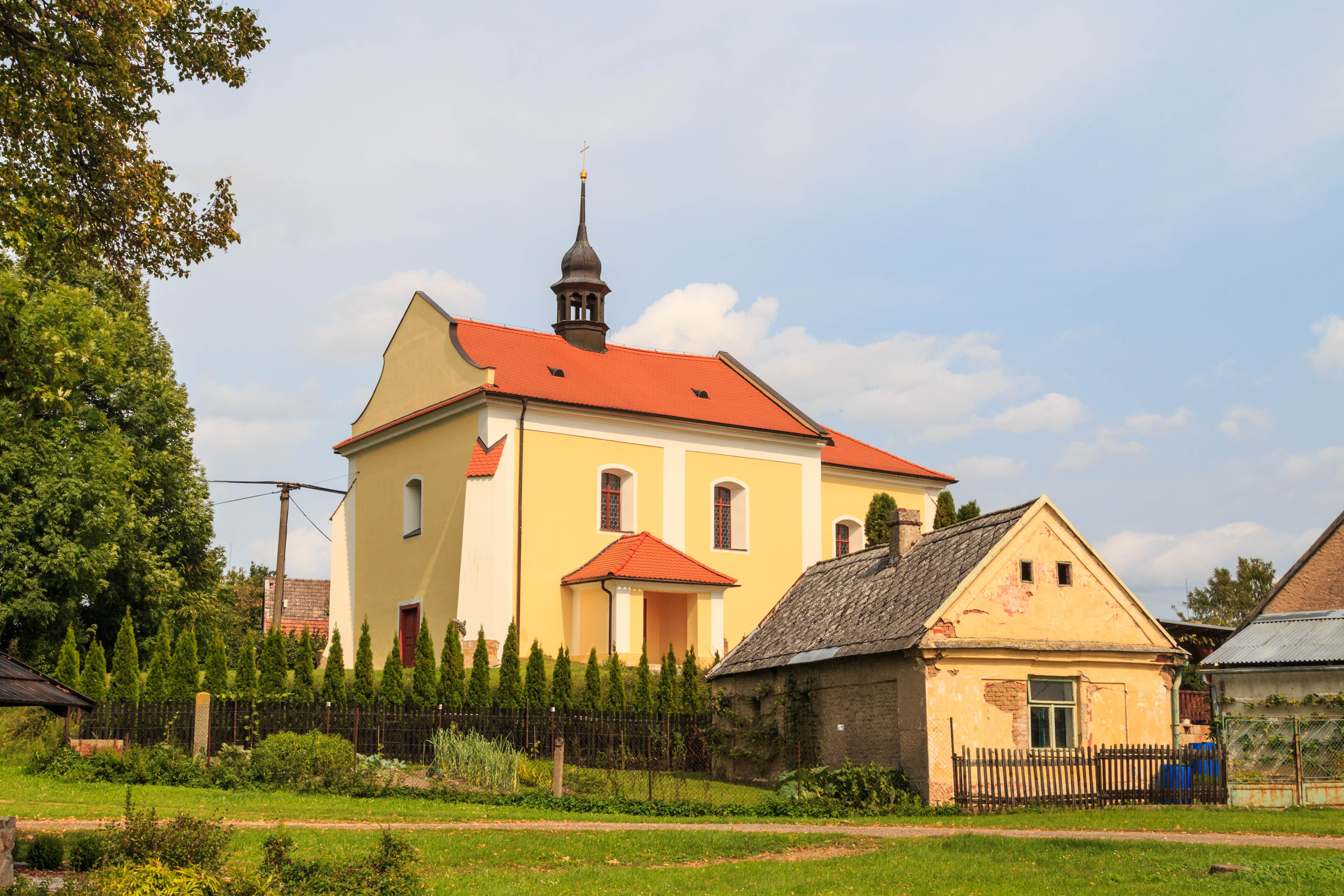
Celkový pohled na kostel
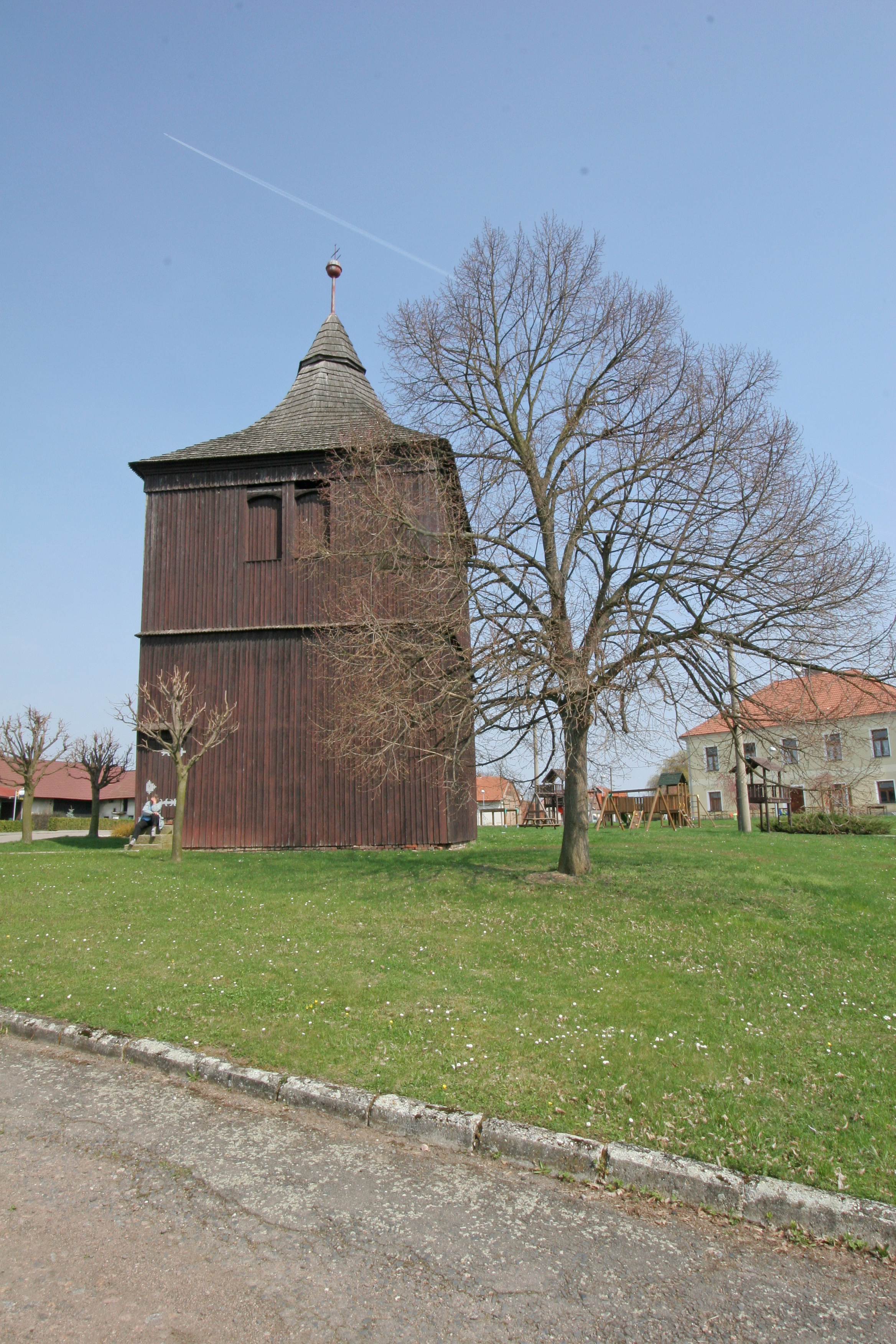
Zvonice